# Hervé Dubuisson
Hervé Dubuisson (Douai, 8 agosto 1957) è un ex cestista e allenatore di pallacanestro francese.

## Carriera
Con la Francia ha disputato i Giochi olimpici di Los Angeles 1984, i Campionati mondiali del 1986 e sette edizioni dei Campionati europei (1977, 1979, 1981, 1983, 1985, 1987, 1989).

## Palmarès

### Giocatore
- Campionato francese: 2

Le Mans: 1977-78, 1978-79

### Individuale
- LNB MVP francese: 1

Stade français: 1983-84